# 致和
致和（1328年二月二十七日—1328年九月十二日）是元朝时元泰定帝的第二個年号，共计8个月。元年八月九日元文宗即位沿用。

## 改元
- 泰定五年——二月二十七日，有詔改元致和。[2][3]
- 致和元年——七月，元泰定帝去世。八月九日，元文宗圖帖睦爾即位，九月十三日有詔改元天曆。[4][5][6]

## 西曆紀年對照表
| 致和 | 元年   |
| ---- | ------ |
| 公元 | 1328年 |
| 干支 | 戊辰   |

## 逝世
- 致和元年七月十日——泰定帝，元朝第六位皇帝，蒙古帝國第十位大汗。

## 深入閱讀
- 李崇智. . 北京: 中華書局. 2004年12月. ISBN 7101025129.
- 鄧洪波. . 臺北: 國立臺灣大學東亞經典與文化研究計劃. 2005年3月  [2021-11-06]. ISBN 9789860005189. （原始内容 (pdf)存档于2007-08-25）.

## 參看
- 中国年号列表
- 同期存在的其他政权年号
  - 嘉历（1326年－1329年）：日本—后醍醐天皇之年号
  - 開泰（1324年—1329年）：越南陳朝—陳明宗陳奣年号

| 前一年號： 泰定 | 中国年号 | 下一年號： 天顺 |

| 前一年號： 泰定 | 中国年号 | 下一年號： 天曆 |